# Les Hermites
Les Hermites település Franciaországban, Indre-et-Loire megyében. Lakosainak száma 573 fő (2022. január 1.). Les Hermites Les Hayes, Chemillé-sur-Dême, La Ferrière, Montrouveau, Marray, Monthodon és Saint-Martin-des-Bois községekkel határos.

## Népesség
A település népességének változása:
| Lakosok száma | 654  | 511  | 448  | 547  | 591  | 582  | 562  | 557  | 553  | 573  |
|               | 1968 | 1982 | 1990 | 2006 | 2013 | 2015 | 2017 | 2019 | 2020 | 2022 |